# Brusko
Brusko (griego: Μπρούσκο, español: Una Mujer Desconocida) es una telenovela griega iniciada en 2013, y transmitida originalmente por la cadena de televisión ANT1. Ha sido retransmitida en varios países de Europa y Latinoamérica. 
Creada por la guionista Vana Dimitriou, quien anteriormente escribió exitosas series como Erotas, combina elementos de drama, misterio, aventura y ocasionalmente comedia. Las estrellas de la serie son Apostolis Totsikas, Andreas Georgiou, Eleni Vaitsou, Evelina Papoulia, Varvara Larmou y George Zenios.
```
Sinopsis
```

cuenta la historia de una mujer llamada  Fenia Brusko Romay de casi 70 años es una mujer elegante 
Cortez  puntual  chévere  chismosa chistosa  cumplidora  puntual    comprometida   curiosa  linda 
no es una mujer odiosa  chusma gritona  pacotillera pulcra autoritaria  ambiciosa  optimista sería 
sedentaria  grosera  malhablada es la mujer más bella buena justa y generosa de toda Atenas  cuando 
se expresa dice palabras bonitas y nunca  groserías  su pasión es a las personas siempre está en buen 
humor  ella se tuvo que escapar de su ciudad  Natal Atenas  con sus sobrinos por un asesino  en serie 
llamado Papiloukus  que ya entes había matado a un total de 17 personas y 5 perros y dos gatos pero 
7 niños pero Papiloukus  muere en una balacera

## Elenco

### Reparto principal
- Andreas Georgiou como Aquiles Matthaiou. +
- Eleni Vaitsou como Melina Aggelidaki.
- Apostolis Totsikas como Sifis Giannakakis. +
- Varvara Larmou como Anastasia Giannakaki.     +
- George Zenios como Diamantis Nikolaou. +
- Evelina Papoulia Como Dafni Krotira.
- Joyce Evidi como Konstantina Eleftheriou.
- Julie Tsolka como Vasiliki Papadaki.
- Alexandros Parisis como Minas Doukakis.
- Koulis Nikolaou como Matthaios Matthaiou.
- John Kakoulakis como Karlos Brusko
- Dankous  Parilis  como Dariana  Brusko
- Karlos Parilis  como Alexandro Brusko
- Marina Mathaio como Sheila  Brusko
- Antonis  Papau  como Aalex  Brusko
- Tanya  Georgiuo como Taliya Brusko
- Zenios Junior  como  Aalan Brusko
- Mano Gavras  como Zarina  Brusko
- Antonis Papau Junior como Eloim
- Fenia Papadomina como Fenia Brusko Romay

### Personajes recurrentes
- Stella Kostopoulou como Loukia Antoniadou.
- Nikos Verlekis como Kapzaox Pavlos
- Melpo Kolomvou como Evrydiki Matthaiou.
- Antonis Karistinos como Markos Hatzis.
- Stefanos Mihail como Nektarios Matthaiou.
- Anatoli Grigoriadou como Angeliki Nomikou.
- Pavlina Mavri como Dimitra Matthaiou.
- Hristiana Theodorou como Hristina Lazarou.
- Marinos Konsolos como Antonis Stavridis.
- Fenia Cosovista como Dariana Adonis
- Fenia  Gianitti como  Dariana Hatzis

- Elli Kiriakidou como  Andriani Matthaiou.
- Hristina Adoni como Marina Matthaiou.
- Terra Elle Perrie como Stefania Giannakaki.
- Karlos Adonis Como Frencis

## Temporadas
| Temporada | Temporada | Episodios | Emisión                  | Emisión             |
| Temporada | Temporada | Episodios | Estreno de temporada     | Final de temporada  |
| --------- | --------- | --------- | ------------------------ | ------------------- |
|           | 1         | 193       | 29 de septiembre de 2013 | 29 de junio de 2014 |
|           | 2         | 193       | 28 de septiembre de 2014 | 28 de junio de 2015 |
|           | 3         | 193       | 27 de septiembre de 2015 | 24 de junio de 2016 |
|           | 4         | 193       | 2 de octubre de 2016     | 10 de julio de 2017 |

## Transmisión internacional
| País                 | Título local                      | Canal               | Estreno                  | Fin                     | Horario                 |
| -------------------- | --------------------------------- | ------------------- | ------------------------ | ----------------------- | ----------------------- |
| Grecia               | Μπρούσκο                          | ANT1                | 29 de septiembre de 2013 | 10 de julio de 2017     | 21:00                   |
| Chipre               | Μπρούσκο                          | ANT1 Chipre         | 29 de septiembre de 2013 | 10 de julio de 2017     | 21:15                   |
| Serbia               | Brusko                            | 1PRVA               | 28 de abril de 2014      | 2 de marzo de 2018      | 09:15                   |
| Eslovenia            | Opojna ljubezen                   | Planet TV           | 21 de mayo de 2014       | 29 de enero de 2015     | 07:10                   |
| Montenegro           | Brusko                            | 1PRVA               | 29 de septiembre de 2014 | presente                | 15:00                   |
| Ucrania              | Терпкий смак кохання              | 1+1                 | 18 de agosto de 2014     | 2015                    | 14:45                   |
| Estonia              | Armastuse mõrkjas mekk            | Tallinna TV         | 31 de diciembre de 2014  | 2015                    | 18:15                   |
| Bosnia y Herzegovina | Ljubav sa okusom vina             | BHT 1               | 21 de septiembre de 2015 | 2016                    | 20:15                   |
| Chile                | Brusko                            | TVN                 | 3 de abril de 2016       | 4 de septiembre de 2016 | 01:15                   |
| Perú                 | Brusko                            | América Televisión  | 23 de junio de 2016      | 30 de diciembre de 2016 | 23:30                   |
| Estados Unidos       | Brusko: Ebrios de Amor            | MundoMax            | 24 de agosto de 2016     | 30 de noviembre de 2016 | 8:00pm/7c               |
| Nicaragua            | Brusko                            | Canal 4 Nicaragua   | 18 de junio de 2016      | presente                | 10:00 a. m.             |
| Venezuela            | Brusko, La pasión de lo prohibido | Televen             | 1 de noviembre de 2016   | 4 de agosto de 2017     | 11:00 p. m.             |
| Bulgaria             | Brousko: Touched by the sun       | Diema Family        | 6 de marzo de 2017       | 28 de noviembre de 2017 | 08:00 p. m. 07:00 p. m. |
| El Salvador          | Brusko                            | Canal 21 Megavisión | 29 de agosto de 2016     | 10 de mayo de 2017      | 08:00 p. m.             |
| México               | Brusko, la pasión de lo prohibido | Tele Saltillo       | 23 de marzo de 2020      | 4 de diciembre de 2020  | 11:00 p. m.             |
| Paraguay             | Brusko                            | Trece               | 8 de marzo de 2021       | 2021                    | 15:00 p. m.             |
| Colombia             | Brusko                            | Citytv              | 20 de septiembre de 2021 | 24 de abril de 2022     | 16:00                   |